# Abcouderpadmetrobrug
De Abcouderpadmetrobrug (brug 1603) is een bouwkundig kunstwerk in Amsterdam-Zuidoost.

## Abcouderpadmetrobrug
Het bouwwerk werd opgeleverd rond 1974 in de Oostlijn van Amsterdam; de latere Metrolijn 53. De lijn werd op dit traject in 1977 in gebruik genomen. In het traject tussen stations Van der Madeweg en Venserpolder duikt die metro onder diverse treinsporen door komend van en leidend tot Station Duivendrecht; de metrolijn doet dat station niet aan. Vervolgens moest die metrolijn wel over het laatste stukje Abcouderpad, dat voor voetgangers en fietsers nog doorgang geeft naar Duivendrecht. In het verleden waren er nog plannen om de Dolingadreef (weg behorend bij het Abcouderpad) voor gemotoriseerd verkeer verder naar het noorden door te trekken, maar daar werd van af gezien.
Kunstwerken in de genoemde metrolijn zijn ontworpen door Sier van Rhijn en Ben Spängberg van de Dienst der Publieke Werken. Alle bouwwerken daarin zijn van beton. Het viaduct is via het Abcouderpad in 2017 indirect vernoemd naar het dorp Abcoude.

## Abcouderpadspoorbrug
Direct ten noorden van de Abcouderpadmetrobrug ligt de Abcouderpadspoorbrug, een in fasen gebouwd viaductencomplex, maar dan onder supervisie van de Nederlandse Spoorwegen. Het noordelijke enkelsporige viaduct is geopend in 1976 ten behoeve van de goederenspoorlijn naar de Watergraafsmeer. In de andere richting liep de goederenspoorlijn tot 1993 gelijkvloers door Duivendrecht. In 1993 werd ten noorden van het enkelsporige viaduct een dubbelsporig viaduct voor de spoorlijn Duivendrecht-Weesp geopend. De goederenspoorlijn richting Duivendrecht werd daarbij verlegd over het oorspronkelijke viaduct van de spoorlijn richting Watergaafsmeer en onder de spoorlijn naar Utrecht doorgevoerd. Richting Watergraafsmeer kwam er op enige afstand ten zuiden een nieuw enkelsporig viaduct. De oude laaggelegen spoorbaan tussen de Rijksstraatweg en Station Duivendrecht inclusief het tunneltje onder de spoorbaan naar Utrecht werd in 1994 een busbaan.
In 2020 werden de grijze en grauwe brugpijlers door kunstenaar Leone Schröder voorzien van bloemmotieven.

## Afbeeldingen

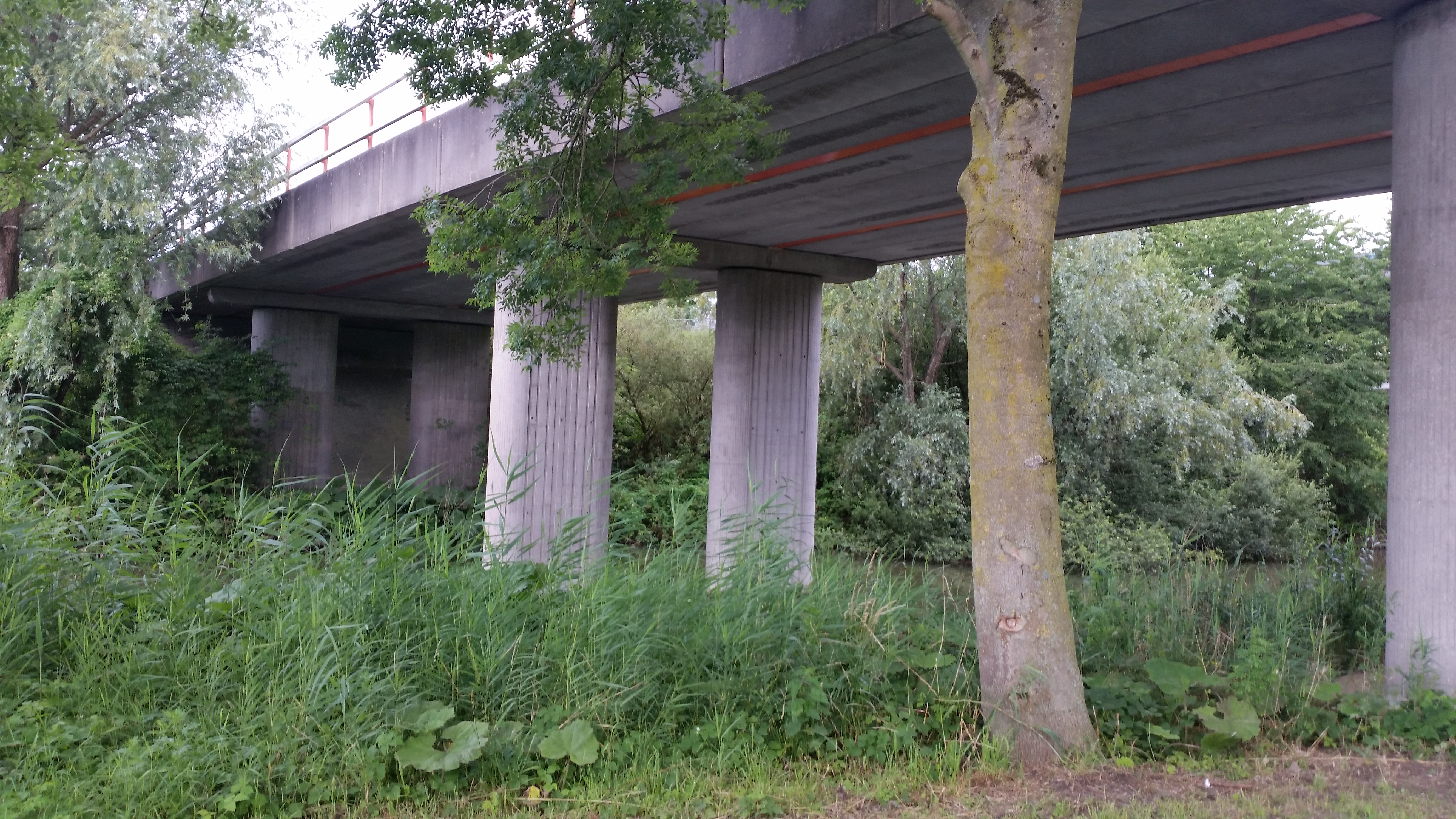
Onderzijde metrobrug (juli 2020)
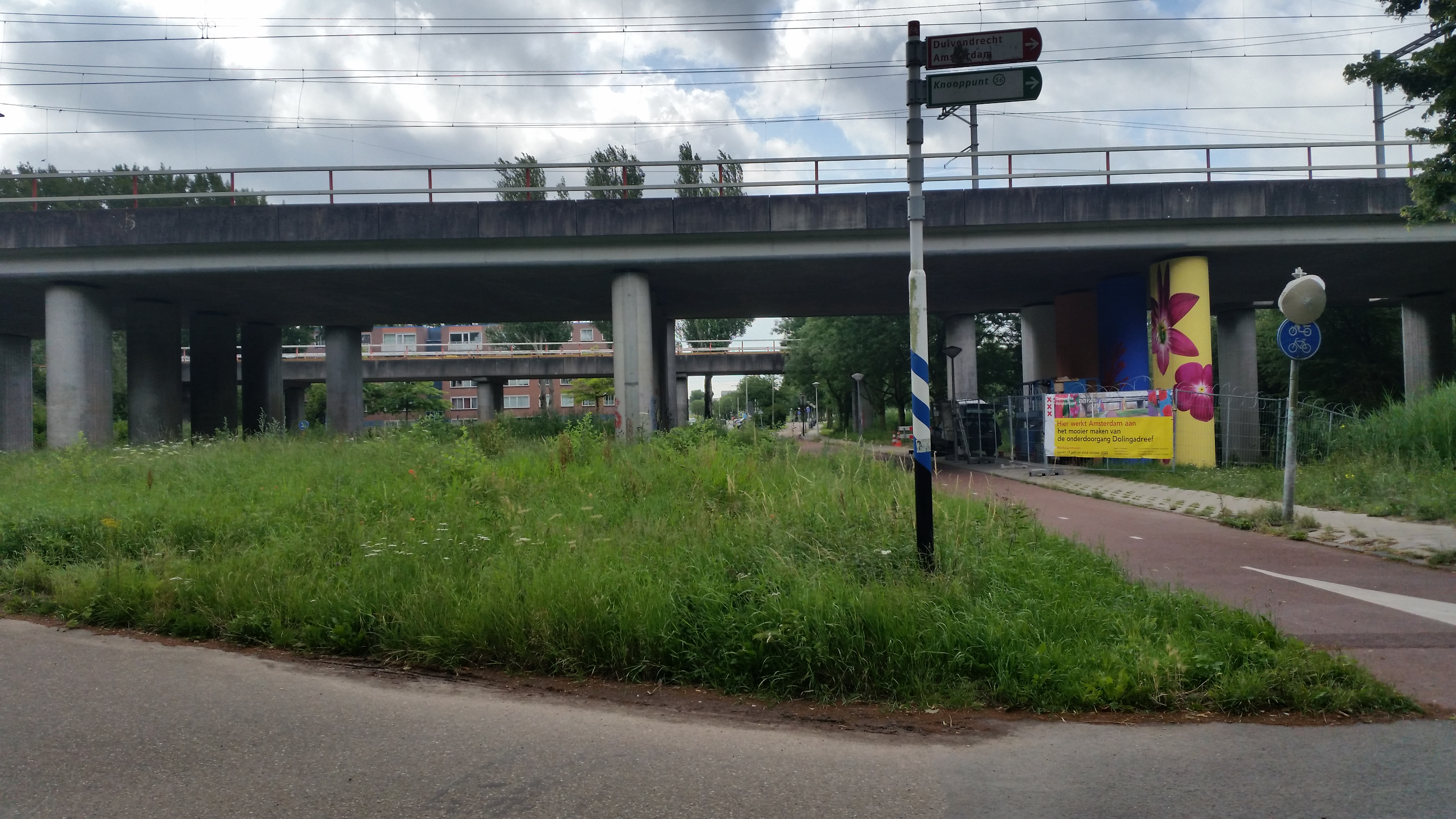
Abcouderpadspoorbrug met schildering (juli 2020)
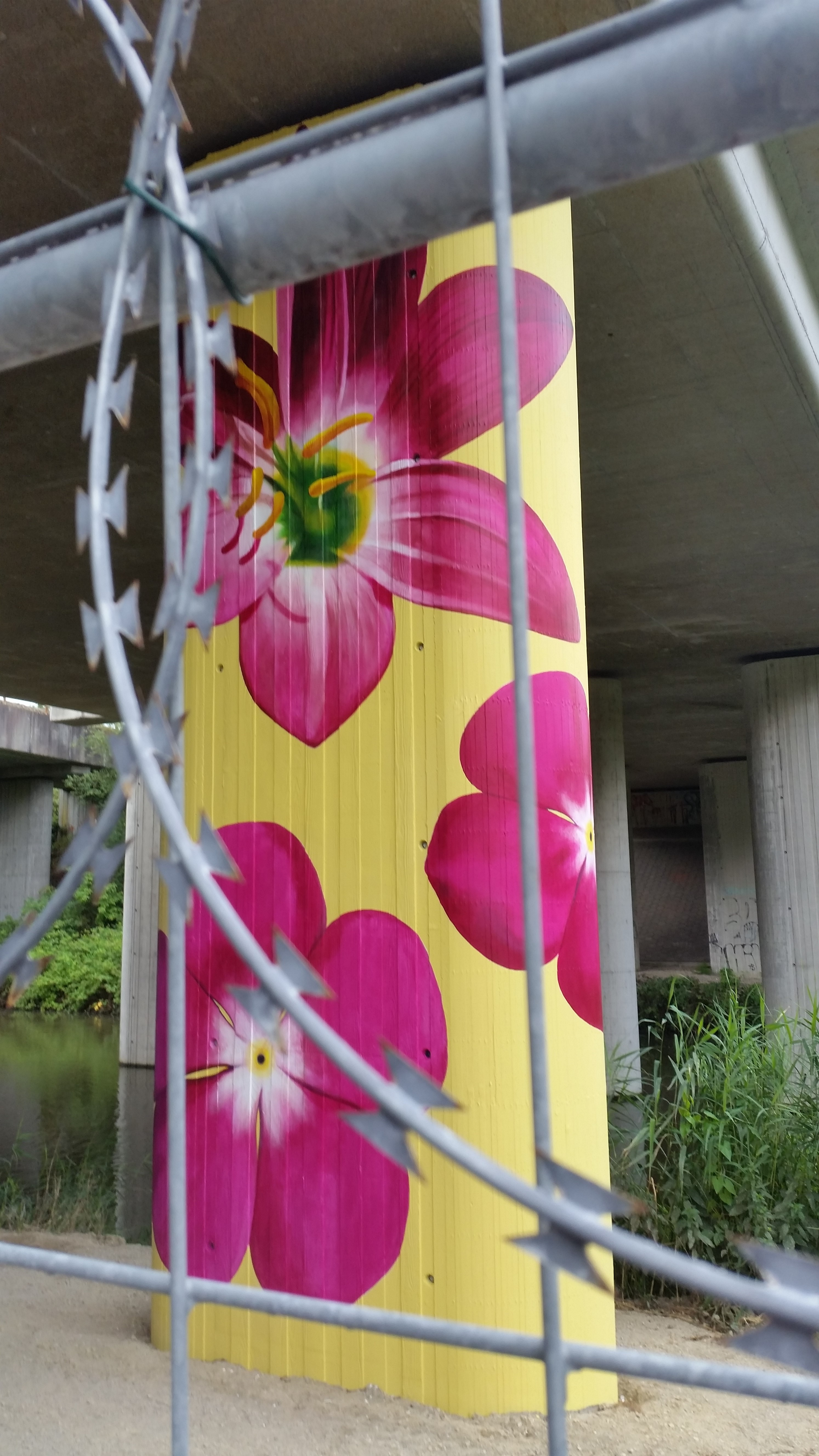
Kunstwerk achter prikkeldraad (juli 2020)

<<< · 1601 · 1602 · 1603 · 1604 · 1605 · 1606 · 1607 · 1608 · 1609 · 1610 · 1611 · 1612 · 1613 · 1614 · 1615 · 1616 · 1617 · 1618 · 1619 · 1620 · 1621 · 1622 · 1623 · 1624 · 1625 · 1626 · 1627 · 1629 · 1630 · 1633 · 1634 · 1635 · 1636 · 1637 · 1638 · 1639 ·  1640 · 1641 · 1642 · 1643 · 1644 ·  1645 · 1646 · 1647 · 1648 · 1649 · 1650 · 1651 · 1652 · 1653 · 1654 · 1655 · 1656 · 1657 · 1658 · 1659 · 1660 · 1661 · 1662 · 1663 · 1664 · 1695 · 1696 · 1697 · >>>
Brugnummers  1600, 1628, 1632, 1665-1694, 1698, 1699 zijn niet vergeven. Brug 1631 is in 2019 gesloopt.